# アバター:ウェイ・オブ・ウォーター
『アバター：ウェイ・オブ・ウォーター』（原題: Avatar: The Way of Water）は、2022年のアメリカ合衆国のSF映画。製作・脚本・監督はジェームズ・キャメロン。
同年12月16日に日米同時公開された。『アバター』の続編であり、全5作からなるアバターシリーズの2作目にあたる。前作から13年もの時を経て流体シミュレーションやレンダリングが大幅に強化され、キャラクターだけでなく背景の水や炎の挙動まで緻密に描写されるようになった。

## あらすじ
前作から十年以上が経過した、地球からはるか彼方の神秘の星パンドラ。元海兵隊員のジェイク・サリーはオマティカヤ族の一員となり、ナヴィの女性ネイティリと結ばれる。現在は息子のネテヤムとロアク、娘のトゥク、今は亡きグレース・オーガスティンのアバターから生まれた養女のキリ、そして人間であり、同じく亡きマイルズ・クオリッチ大佐の息子・スパイダーと平和に暮らしていた。
だが、その幸せは長くは続かなかった。ジェイク達の幸せを破壊するが如く人類が再びパンドラに来訪する。それによってナヴィの生活は破壊され、オマティカヤ族の戦士であり、トゥルーク・マクトであるジェイクは再び人類の武器を手に取りゲリラ戦に身を投じることになる。ダイアホースやマウンテン・バンシーに乗って強襲を仕掛けては人類から銃火器を奪い取り、抗戦するナヴィたちに対し、自分がいるから人類に狙われると考えたジェイクは家族と共にオマティカヤ族の下を去る決断をする。
一方人類はパンドラでブリッジヘッドシティという名前の新しい主要な作戦基地を建設する。その中には前作で死亡したマイルズ・クオリッチ大佐が目を覚ます。クオリッチの姿はナヴィそのもので、何と人類はリコビナントというナヴィと人類の混血のアバターを生み出し、そこに生前の人格のバックアップを植え付けていたのだ。
逃避行を続けるジェイク一家は、未知なる“海の部族”のもとへ身を寄せることになる。家族はサンゴ礁の人々の生き方を学び、ロアクとキリは海とその生き物との精神的な絆を築き、ロアクは族長のトノワリと彼の妻ロナルの娘であるツィレヤと惹かれ合う。しかし、その美しい海辺の楽園にも侵略の手が迫っていた。

## 設定
メトカイナ族や動物の一部は、アバター・フライト・オブ・パッセージに先行して登場している。ここでは、前作にて登場した動物や装備等は名前のみの記載とする。
リコンビナント/リコン計画
ナヴィと人間の人造ハイブリッド種。人間のDNAとナヴィのDNAを掛け合わせて造られた人造生命体で、科学者や植物学者といった非武装の民間人を用いた"アバター計画"に対して、この"リコン計画"はそれを軍事利用に発展させたもので、前作以前に試験開発段階としてSec-Opsの軍人たち十数名の意識・記憶媒体のバックアップを取っており、リコンビナントはそれらの意識をナヴィの体に移植したもの。アバターの様に意識をアバターの身体に移してコントロールするのではなく、目覚めた時からナヴィと同じ身体の為厳密に言えば、人間からナヴィとなったジェイク・サリーの状態に近い。アバターと同じく人間のDNAが入っているため、指は4本ではなく5本であり、眼球のサイズも小さくなっている。本作では前作で死亡したマイルズ・クオリッチ大佐や何らかの形で死亡したと思われるSec-Opsの軍人6名がリコンビナントとして復活している。
ブリッジヘッドシティ
現在のパンドラの地球人居留地。前作の軍事要塞のようだったヘルズ・ゲートから規模は拡大し、発展途上都市にまで広まっており、現在も重機工事や都市開拓が行われている。ヘルズ・ゲートは現在廃墟となっている。また、ブリッジヘッドシティ郊外もかなり大規模な開拓が進められており、軍事鉄道の開通や民間企業による狩猟捕鯨業を執り行う船舶ターミナルが建造されている。
地球事情
前作では、あくまで地球の資源枯渇による新たな資源を求めての開拓やアンオブタニウムの採掘が目的な為RDA社のパーカー・セルフリッジの様に投資家の顔色を伺ってナヴィの武力衝突や強硬手段に躊躇していた頃とは打って変わり、死にゆく地球から一刻も早い移住を目指しており、最終目標が人類の地球脱出とパンドラへの移住及びナヴィの植民地化となっている。

### パンドラの動物
（）内はパンドラ側の呼称。前作に登場した生物同様、地球の生物に比べて巨大だったり、複数の目、6本脚、複数の呼吸孔と蓋やフィーラーを持ち、胴体にも呼吸器官を持つ。
トゥルクン
全長91.4 mに達する超巨大な海生生物であり、地球のクジラに似た姿と生態を持つ。体は硬い皮膚の鎧で守られている。寿命も長く、250歳に達する個体もいる。個体にはそれぞれ名前があり、高度な知能を持ち（人類の知能を上回ると推測する者もいる）、自意識を認識しており、手話等を通じてナヴィとの交流や会話も可能であり、「エイワ」に繋がりその記憶をナヴィに共有する事も可能であり、高度な言語能力を持ち、豊かな家族史を持ち、数学や詩や音楽や歌を含む独自の高度な文化を発達させる等並外れた生物種である。その中には、「トゥルクン・ウェイ」と称する殺生を禁ずる、ナヴィの歴史における最古の時代からの古代哲学があり、トゥルクン達とメトカイナ族は共にこの教義を共有している。
全てのナヴィの海洋民族と交流を持っている。メトカイナ族からも非常に近い存在として扱われ、部族の各メンバーにはそれぞれ「魂の兄妹」と称されるトゥルクン達がいるとされ、この絆は一生続くとされる。トゥルクン達とメトカイナ族は共に家族の誕生を祝い、家族の死を共に悲しむ。また、ナヴィの海洋民族同様にタトゥーを施された個体もいる。
トゥルクンの名前は、予定されているシリーズ第4作『The Tulkun Rider』の題名にも見られる。
パヤカン
体に傷を負った若い雄で、ジェイクの息子・ロアクを助け彼と友情を育む。本来群れで行動するトゥルクンだが、とある理由から単独行動しており、同じ理由によってメトカイナ族から忌み嫌われている。
イル
全長2 - 15m（平均7m）のプレシオサウルスを思わせる動物で、沿岸に群れを成して棲息している。イクラン同様、個体数が多い。
メトカイナ族を含む海洋民族にとっては、陸棲民族にとってのダイアホースにあたる乗騎である。
アバター・フライト・オブ・パッセージに登場している。
アクラ
ナルツァの類縁種だが、はるかに小型で、より狂暴でより捉えどころがないとされるホオジロザメやダンクルオステウスなどを思わせる生物。
ナヴィにとっての天敵であり、村の近海に棲み着いたアクラを追い払うか仕留めるのは海洋民族にとって最大の試練の一つである。
メトカイナ族の持つナイフはアクラの歯をモチーフにしている。族長のトノワリは、アクラの歯から作られたネックレスを装着している。
「アクラ」とは、ロシア語でサメを意味する。
スキムウィング（ツラック）
全長14.6mの熱帯の海に生息する肺魚で、アリゲーターガーとトビウオを合わせた様な姿を持つ。イクランと共通の祖先から枝分かれし、水生化の方向へ進化したという設定で、トビウオ同様低空飛行が可能であり、その際尾は常に水中にあり、推進機関として使用する。パンドラの重力と大気成分によって、時速96km以上という速度を維持したまま際限なく飛び続けられる。
海洋民族にとっての乗騎種の一種であるが、気まぐれで乗り手を選ぶため手練れのハンターや戦士が搭乗し、スキムウィングと絆を作ることはメトカイナ族にとって通過儀礼の一つである。
ダイアホース（パリー）
オマティカヤ族の乗騎生物で、主にジェイク率いるナヴィの対人類陸上攻撃部隊が騎乗した。
マウンテン・バンシー（イクラン）
オマティカヤ族の乗騎生物で、主にジェイク率いるナヴィの対人類空中襲撃部隊が騎乗した。その後はジェイク一家の逃避行にも同行し、ネイティリも愛騎している。
ヴァイパーウルフ（ナンタング）

### ナヴィ
メトカイナ族
アバター・フライト・オブ・パッセージで初登場したナヴィの部族で、海岸に住む海洋民族の一つ。水中生活に適応した結果、ヒレの様になった手足や尻尾、瞬膜を持つ大きな青い目、等を含む数々の身体的特徴を持ち、体色を含め陸棲のナヴィとは異なる容姿を持つ。各々が独自のタトゥーを持ち、それぞれの人生を表現している。上記の通り「トゥルクン・ウェイ」と呼ばれる哲学により殺生を禁ずる平和的な種族である。他の部族同様に通過儀礼を持ち、トゥルクンに関する儀礼やスキムウィングを手懐けるもの等がある。
本作品の撮影場所の一つであるニュージーランドの先住民族マオリをモデルにしており、マオリ族の俳優達が実際に起用されている。マオリ族の文化や伝統がメトカイナ族の設定に活かされており、ハカをモチーフにした民族舞踊やモコ（タトゥー）をモデルにしたタトゥー等が取り入れられた。その他、メラネシア人の意匠も取り入れられている。
上記の通り、予定されているシリーズ第4作の題名は『The Tulkun Rider』であり、これは有名なマオリの伝説である「Whale Rider」と非常に似ている。

### RDA社の装備品

#### ヘリコプター
SA-2 サムソン（SA-2 Samson）
二重反転式ローターを内蔵したダクテッドファン2基を装備した汎用ヘリコプター。
AT-99 スコーピオン・ガンシップ（AT-99 Scorpion Gunship）
サムソンと同様2基のダクテッドファンを持つ攻撃ヘリ。
C-21 ドラゴン・アサルト・シップ（C-21 Dragon Assault Ship）
ダクテッドファン4基を装備した大型ヘリ。本作では、フランシス・アードモア将軍が乗り込み直接指揮を執る別機体「ドラゴン・フライ」が登場。

## キャスト
※括弧内は日本語吹替。

### パンドラの住人
ナヴィ/オマティカヤ族（森の民）
オマティカヤ族は現在、前作で撤退したヘルズ・ゲートのアバター人員や他の地球人と共に共存しており、ナヴィの中でも特に地球人の持ち込んだものの取り扱いに優れており、ジェイク率いる対人類部隊の戦士達の中には、銃火器を扱える者もいる。
- ジェイク・サリー（英語版）：サム・ワーシントン（東地宏樹）

前作で人間でもなくアバターでもなくナヴィー一族としての自分自身を受け止め生き始めた元海兵隊員伍長。現在は妻のネイティリとその子供たちと共に暮らしている。再び人類がパンドラへ来訪したことを知り、オマティカヤ族内で対人類部隊を集い、海兵隊時代の知識と経験を活かした戦法を使いゲリラ戦を仕掛けていく。本作では、パンドラ内に建設された軍事鉄道をダイアホースに騎乗する陸上部隊とマウンテン・バンシーに騎乗する空戦部隊による同時襲撃を仕掛けている。養子であるスパイダーとキリには優しく、彼等とはネイティリよりも関係が近いが、ネテヤムとロアクには戦士としての振る舞いを強要し厳しく接し、ネテヤムとロアクへの対応にも大きな差がある。
- ネイティリ（英語版）：ゾーイ・サルダナ（小松由佳）

ナヴィの狩猟部族でありオマティカヤ族の族長の娘。現在はジェイクの妻。スパイダーは養子だが、ネイティリの人間への憎悪から親子関係は劣悪である。
- キリ：シガニー・ウィーバー（早見沙織）

グレイス博士のアバターから誕生した子供でジェイクとネイティリの養女。知的で自然を愛する一方で皆との違いに悩む。同じく養子であるスパイダーと特に仲が良く、スパイダーと仲が良いロアクには嫉妬を抱いている一方で孤独感を抱く者同士共感しあっている部分もある。
- ネテヤム：ジェイミー・フラッターズ（畠中祐）

ジェイクとネイティリの長男。ナヴィの戦士として優秀だが、今も尚父親の影を追っている。
- ロアク：ブリテン・ダルトン（英語版）（バトリ勝悟）

ジェイクとネイティリの次男。衝動的なトラブルメイカーだが、本当は心優しい。父からの兄との対応の差に悩み、兄に対する劣等感も持ち、父からの評価を得たいと思ったり善意で行動しても裏目に出てしまうことが目立つ。また、ナヴィと人間の混血であることを気にしており、孤独感を抱いている。
- - 幼い頃のロアク：クロエ・コールマン
- タクティレイ “トゥク”：トリニティ・ジョリー・ブリス（英語版）（香月萌衣）

ジェイクとネイティリの8歳の娘。なんでも興味津々の悪戯好きな末っ子。
- モアト：CCH・パウンダー（滝沢ロコ）

エイワの神託を伝える巫女"ツァヒク"でありネイティリの母親。
ナヴィ/メトカイナ族（海の民）
- トノワリ：クリフ・カーティス（楠大典）

メトカイナのサンゴ礁の人々の一族のリーダーであり、ロナルの夫。ジェイクとは過去に会った事があり、ジェイク達の前作での戦いや森の民の事情を知り、ナヴィの掟により彼等を匿うが、メトカイナ族への影響を憂慮し、最初は心の底から彼等を受け入れてはいなかった。
- ロナル：ケイト・ウィンスレット（清水はる香）

メトカイナのフリーダイバーでトノワリの妻。勇敢な女戦士であるが、妊娠していても戦いに参加する。モアトと同じく"ツァヒク"であり、"悪魔の血"が混じっている混血のジェイク達には最初は嫌悪感を示し拒絶していた。
- ツィレヤ “レヤ”：ベイリー・バス（内田真礼）

トノワリとロナルの娘であり、優雅で強いフリーダイバー。心優しく偏見を嫌い、サリー家（特にロアク）に対しても最初から友好的であり、パヤカンの事も忌み嫌っていない。
- アオヌング：フィリップ・ゲリオ（福西勝也）

ハンターとフリーダイバーでありトノワリとロナルの息子。ネテヤム・ロアク・キリ達を「悪魔の血が混じっている」と罵りイジメを行う。
- ロッソ：ドュアン・エヴァンス・Jr.

メトカイナの若いハンターでありフリーダイバー。アオヌングの親友だが、彼と同じくジェイクの子供達を嫌っている。
パンドラの地球人（スカイ・ピープル）
- マイルズ・“スパイダー”・ソコロ：ジャック・チャンピオン（英語版）（内田雄馬）

パンドラの地球人居留地、ヘルズ・ゲート（地獄門）で生まれたティーンエイジャー。ジェイクとネイティリによって救出され養子縁組となる。
- ノーム・スペルマン博士：ジョエル・デヴィッド・ムーア（清水明彦）

植物や自然を研究する人類学者。オマティカヤ族に協力する人類側として、アバターの身体でジェイク達ナヴィに協力する。
- マックス・パテル博士：ディリープ・ラオ（村治学）

アバターの開発者。

### RDA（Resources Development Administration）社
リコンビナント
- マイルズ・クオリッチ（英語版）：スティーヴン・ラング（菅生隆之）

かつてRDA社の傭兵部隊Sec-Opsを率いた元海兵隊大佐。前作ではパンドラの村の制圧を目論みジェイク達を追い詰めるも、ネイティリの矢にて胸を刺され死亡したが、RDA社の手によってナヴィの身体にマイルズ・クオリッチの人格を持つクローンとして復活し、自分と同じリコンビナントを率いる。前作のジェイクと同じ様に、ナヴィとしての活動パターンを理解していきうまく順応していく。その末、ナヴィの戦士としての洗礼儀式であるマウンテン・バンシーを乗りこなすことにも成功する
地球人（スカイ・ピープル）
- パーカー・セルフリッジ：ジョヴァンニ・リビシ（難波圭一）

パンドラから追放されたRDA社の社員で鉱物資源開発の責任者。
- フランシス・アードモア将軍：イーディ・ファルコ（野沢由香里）

RDA社の司令官。
- イアン・ガーヴィン博士：ジェマイン・クレメント（山岸治雄）

海洋生物学者。トゥルクンにある貴重物質が宿っていることを知る。
- ミック・スコーズビー船長：ブレンダン・カウエル（英語版）（楠見尚己）

パンドラの民間海洋狩猟船の船長。
回想
- グレイス・オーガスティン博士：シガニー・ウィーバー（高島雅羅[注釈 1]）

かつてアバター計画を率いていた植物学者。クオリッチの銃弾に倒れナヴィ達の助力も借りエイワの力で延命を行ったがエイワと一体化した。

## テーマパーク
東京ディズニーシー（東京ディズニーリゾート）は、映画公開を記念して、テーマポートの1つ、ロストリバーデルタにてアバターの等身大オブジェとフードメニューが追加された。

## 公開・ソフト販売

### 日本
2022年12月16日に劇場公開された。アースデイを記念して、同年4月21日から1週間限定で全国55の映画館にて再上映される予定。
ソフト販売についてはデジタル配信（購入のみ）が先行する形で2023年3月28日から一部のビデオ・オン・デマンドサービスにて販売を開始した。ディズニー傘下の定額制動画配信サービスであるDisney+では同年6月7日からスターにて、見放題独占配信する予定。